# Militsa Kazárinova
Militsa Aleksándrovna Kazárinova (en ruso: Милица Александровна Казаринова; Moscú, Imperio ruso, 26 de agosto de 1907-Moscú, Unión Soviética, 1984) fue una piloto de combate soviética y jefa de Estado Mayor del 587.º Regimiento de Aviación de Bombarderos (más tarde renombrado como 125.º Regimiento de Aviación de Bombarderos de la Guardia) durante la Segunda Guerra Mundial.

## Biografía
Militsa Kazárinova nació el 26 de agosto de 1907 en Moscú.
En 1934 se graduó en la 14.ª Escuela de Pilotos Militares del Distrito Militar del Volga en la ciudad de Engels, óblast de Sarátov. Hasta septiembre de 1938 sirvió como piloto en varias partes del Distrito Militar de Bielorrusia. En septiembre de 1938, ingresó en el departamento de mando de la Academia Militar de la Fuerza Aérea. N. E. Zhukovski, donde se graduó con honores en mayo de 1941 y entró en el programa adjunto de la academia.
Poco después del inicio de la invasión alemana de la Unión Soviética, fue enviada al cuartel general de defensa aérea de la guarnición de Moscú. En octubre de 1941 fue convocada al cuartel general de la Fuerza Aérea y puesta a disposición de la mayor Marina Raskova, a quien se le encomendó la formación de tres regimientos aéreos compuestos exclusivamente por mujeres voluntarias. Esta unidad militar fue denominada temporalmente 122.º Cuerpo de Aviación.  Kazárinova fue una de las pocas oficiales militares de carrera que se encontraban en el palacio Petrovski, el 15 de octubre de 1941, cuando se formó oficialmente dicha unidad.
Posteriormente fue asignada al 587.º Regimiento Aéreo de Bombarderos Pesados, destinado a operar el bombardero ligero Sukhoi Su-2, ya obsoleto. Más tarde, el regimiento recibió la designación de Guardias y pasó a llamarse 125.º Regimiento Aéreo de Bombarderos de la Guardia. Realizó su formación militar y táctica en la Escuela de Vuelo Militar Engels en el Óblast de Sarátov. La unidad terminó usando bombarderos Petliakov Pe-2 en lugar de los Su-2, con los que habían realizado la instrucción.
Fue nombrada jefa de Estado Mayor del 587.º Regimiento de Aviación de Bombarderos, puesto en el que permaneció hasta septiembre de 1943. Después, fue asignada al mando del director de la Academia de la Fuerza Aérea Zhukovski, donde trabajó como profesora y más tarde como profesora titular en el departamento de logística.
En abril de 1956 se retiró del servicio activo en la Fuerza Aérea con el grado de coronel. Murió en Moscú en 1984 y fue enterrada en el cementerio Preobrazhenskoye junto a su hermana, la también piloto Tamara Kazárinova.

## Condecoraciones
A lo largo de su carrera militar Militsa Kazárinova recibió las siguientes medallas:
|  | Orden de Lenin                                                                   |
|  | Orden de la Bandera Roja (1951)                                                  |
|  | Orden de la Estrella Roja, dos veces (1943, 1946)                                |
|  | Medalla por el Servicio de Combate                                               |
|  | Medalla por la Victoria sobre Alemania en la Gran Guerra Patria 1941-1945 (1945) |
|  | Medalla por la Defensa de Stalingrado (1942)                                     |
|  | Medalla por la Defensa del Cáucaso (1944)                                        |